# Heiner Kondschak
Heiner Kondschak (* am 6. August 1955 in Hohenhameln; † am 12. August 2024 in Ofterdingen) war ein deutscher Musiker, Schauspieler, Regisseur und Autor.

## Werdegang
Kondschak machte 1973 in Uelzen sein Abitur. Danach begann er eine Maurerlehre und das Studium der Rechtswissenschaften. Beides brach er schon nach kurzer Zeit ab und verdiente sich sein Geld als Gelegenheitsarbeiter. Drei Jahre lang war Kondschak Straßenmusikant und Gelegenheitsdarsteller, bevor er beim Circus Lauenburger Musikant und Kleindarsteller wurde. Weitere vier Jahre war Kondschak freischaffender Musiker und Schauspieler an mehreren Theatern:
- Junges Theater Göttingen
- Deutsches Theater Göttingen
- Theaterhaufen Nawattnu
- Zirkus Rad Ab

Darauf folgten erste Festanstellungen:
- Ein Jahr als Schauspieler bei den Städtischen Bühnen Osnabrück
- Fünf Jahre als Musikalischer Leiter und Schauspieler am Jungen Theater Göttingen
- Wiederum fünf Jahre in gleicher Position beim Kinder- und Jugendtheater des Landestheaters Tübingen

Anschließend war er in Zusammenarbeit mit mehreren Theatern wieder freischaffend tätig: unter anderem beim Reutlinger Theater „Die Tonne“ und beim Theater Pfütze in Nürnberg. Wieder in Festanstellung war er am Landestheater Tübingen (LTT) von 1995 bis 2002 künstlerischer Leiter des Kinder- und Jugendtheaters im LTT sowie im Theater Lindenhof in Melchingen.
Ebenfalls in den 1990er Jahren arbeitete er im Theatersport-Ensemble des LTT und hatte bei den Auftritten dieses Improvisationstheaters die Rolle des Musikers, Stichwortgebers, Conferenciers und Schiedsrichters inne.
Ab September 2002 war Kondschak selbstständig. Er arbeitete auch beim SDR, SWF und dem SWR als Moderator, veranstaltete ab dem Jahr 2000 Konzerte und Tourneen mit der Randgruppencombo, die Lieder des ostdeutschen Liedermachers Gerhard Gundermann spielte und hatte seit 2005 sein eigenes Liederprogramm mit der Band Kondschak & Kapelle.
2004 setzte er die Biografie des Sängers Rio Reiser (dargestellt von Sören Wunderlich) in der Musikrevue König von Deutschland mit Liedern und Szenen aus dem Leben des Sängers um. Konzeptionell ähnlich angelegt sind Kondschaks Regiearbeiten zu wiederum biografischen Stücken über Woody Guthrie (Woody!!! Ain’t nobody that can sing like me, 2007), Bob Dylan (The times they are a-changing, 2008), John Lennon (Lennon – Free as a bird, 2010) und zuletzt mit We Shall Overcome – Pete Seeger über das Leben und Werk des 2014 verstorbenen Folkmusikers Pete Seeger, die er 2016 unter anderen mit dem Ensemble des Theater Lindenhof auf die Bühne brachte (Premiere am 15. September 2016 im Rahmen des Mössinger Kulturherbsts)
Mit dem Theatersport-Kollegen Helge Thun tourte Kondschak viele Jahre mit dem mittlerweile dreiteiligen Comedy-Zauber-Programm Der Schöne und das Biest vornehmlich durch Baden-Württemberg.
Kondschak lebte in Ofterdingen im Landkreis Tübingen. Er starb im Alter von 69 Jahren an Herzversagen. Am 21. August 2024 wurde er auf dem Friedhof in Ofterdingen beigesetzt.

## Regiearbeiten (Eigene Stücke, Auswahl)
- 1993 Das Schätzchen der Piratin
- 1996 Die fürchterlichen Fünf
- 1996 Theaterlieder
- 1999 Zimt & Zucker
- 1999 Der alte Mann & der Bär
- 2003 In der Höhle des Prinzen
- 2003 Die sieben Türme
- 2004 Die Kanincheninsel
- 2004 Kaspars kurzer Traum vom Glück
- 2004 König von Deutschland
- 2005 Feuerfest
- 2006 Das Runde muss ins Eckige
- 2007 Woody!!! Ain’t nobody that can sing like me (Revue über Woody Guthrie)
- 2007 Die Geierwally (in Kooperation mit dem Theater Lindenhof, Melchingen)
- 2008 The times they are a-changing (Revue über Bob Dylan)
- 2008 Wann wenn nicht jetzt?
- 2010 Lennon – Free as a bird (Revue über John Lennon)
- 2011 Don Quijote (in Kooperation mit dem Theater Lindenhof, Melchingen)
- 2012 Krabat nach Otfried Preußler
- 2016 We Shall Overcome – Pete Seeger (in Kooperation mit dem Theater Lindenhof)

## Diskografie

### Unter eigenem Namen
- 1999 Dähn + Kondschak Was ein Löwe spricht ist wahr (CD)
- 2008 Kondschak & Kapelle Live in Simmersfeld (CD)
- 2018 Heiner Kondschak Wo nachts im Wald die Steine schrein – Kondschak singt Gundermann (CD)
- 2023 Hanna Herrlich, Heiner Kondschak und Christian Dähn Dein ist mein ganzes Herz – Liebeslieder und ein bißchen Tanzmusik (CD)

### Mit der Randgruppencombo
- 2001: Immer wieder wächst das Gras – Die Randgruppencombo spielt Gundermann (12.–14. April 2001, Landestheater Tübingen) (2CD)
- 2004: Live in Ost-Berlin (CD)
- 2013: Im Postbahnhof Live 2012 (2CD)
- 2022: Die Randgruppencombo spielt Gundermann (Abschiedskonzert am 12. August 2022 beim Sommernachtskino in Tübingen) (DVD)